# 龍多坎區
龍多坎區（西班牙語：Distrito de Rondocan），是秘魯的一個區，位於該國南部庫斯科大區的阿科馬約省，始建於1857年1月2日，面積180.22平方公里，海拔高度3,365米，2005年人口3,668，人口密度每平方公里20人。